# Bluebird (álbum)
Bluebird es el decimoquinto álbum de estudio de la cantante estadounidense Emmylou Harris, publicado por la compañía discográfica Warner Bros. Records en enero de 1989. Incluyó versiones de temas de McGarrigle Sisters, Tom Rush y Rodney Crowell con una producción de música country. La canción «Heaven Only Knows» fue incluida en la apertura de la quinta temporada de Los Sopranos. Contó con la colaboración de Bonnie Raitt como corista en la canción «Icy Blue Heart». El álbum alcanzó el decimoquinto puesto en la lista estadounidense de álbumes country.

## Lista de canciones
1. "Heaven Only Knows" (Paul Kennerley) – 3:36
2. "You've Been on My Mind" (Rodney Crowell) – 2:54
3. "Icy Blue Heart" [con Bonnie Raitt] (John Hiatt) – 4:08
4. "Love Is" (Kate McGarrigle, Anna McGarrigle, Jane McGarrigle) – 3:53
5. "No Regrets" (Tom Rush) – 5:38
6. "Lonely Street" (Carl Belew, W.S. Stevenson, Kenny Sowder) – 3:14
7. "Heartbreak Hill" (Emmylou Harris, Kennerley) – 3:12
8. "I Still Miss Someone" (Johnny Cash, Roy Cash, Jr.) – 2:51
9. "A River for Him" (Harris) – 5:02
10. "If You Were a Bluebird" (Butch Hancock) – 4:44

## Posición en listas
| País           | Lista              | Posición |
| -------------- | ------------------ | -------- |
| Canadá         | RPM Country Albums | 19       |
| Estados Unidos | Country Albums     | 15       |

| Sencillo               | País           | Lista           | Posición |
| ---------------------- | -------------- | --------------- | -------- |
| «Heartbreak Hill»      | Estados Unidos | Country Singles | 8        |
| «Heaven Only Knows»    | Estados Unidos | Country Singles | 16       |
| «I Still Miss Someone» | Estados Unidos | Country Singles | 51       |